# أم الساس
قرية أم الساس هي إحدى القرى التابعة لمركز بني مزار بمحافظة المنيا في جمهورية مصر العربية. حسب إحصاءات سنة 2006، بلغ إجمالي السكان في أم الساس 4502 نسمة، منهم 2380 رجلا و2122 امرأة.